# 고륜정단장공주
고륜정단장공주 (固倫靖端長公主, 1628년 ~ 1686년)는 이름은 달철(达哲), 청 태종 홍타이지의 3녀이고, 생모는 효단문황후 보르지기트씨이다.

## 생애
숭덕 4년 (1639년), 코르친 다라군왕 치타트에게 하가했다. 치타트는 외할머니 코르친 대비가 사촌형 소노무에게 수계혼이 되면서 낳은 아들이다. 그러므로 어머니의 부계 혈연에서 그녀의 5촌 조카이고, 어머니의 모계 혈연에서 비롯되면 그녀의 외삼촌이다.
순치 14년 (1657년) 2월 15일, 태종의 셋째 딸이자 어르더니 군왕의 어머니인 고룡공주 달철을 고륜장공주로 봉했다. 순치 16년 (1659년) 12월 24일, 고륜연경장공주(固倫延庆長公主)로 조봉되었다가, 단정장공주(端靖长公主)로 다시 봉해졌다.
궁중문서에는 중신귀고륜공주(重信贵固伦公主)라고도 써있다. 강희 2년 9월 26일 《비양고등위외번공마행상적제본》에는 코르친 어르더니 군왕의 어머니는 중신귀고륜공주를 중신하여 말 18필을 공납하고, 밝은 갑마 6필과 벼슬 12필을 갑옷 말에 걸치고, 각각 50냥의 은차통을 1분, 단 30, 담비 10, 달피 6을 주려고 하였다. 강희 10년 3월 3일 《갈로등위외번공마행상적제본》에서는 코르친은 중신귀고륜공주에게 말을 바치고 노마를 바쳐 단일을 하사받았다.
강희 25년 (1686년) 5월, 고륜단정장공주는 59세의 나이로 사망하였다. 